# Taraxacum obtusifrons
Taraxacum obtusifrons — вид квіткових рослин з родини айстрових (Asteraceae). Вид зростає в Європі: Чехія, Словаччина, Данія, Фінляндія, Німеччина, Велика Британія, Ірландія, Польща; це багаторічна рослина помірних біомів.

## Опис
Середньо-зелене листя T. obtusifrons має яскраво-червонуваті черешки із зеленими крилами, і переважно гомофільні з досить однорідними короткими широкими кінцевими частками. Акуратно розташовані блідо-зелені зовнішні приквітки відігнуті дистально, але мають сигмоподібну форму.